# Млади Радник
«Мла́ди Ра́дник» (серб. ФK Млади Радник) — бывший сербский футбольный клуб из города Пожаревац в Браничевском округе в центральной Сербии. Домашние матчи проводил на стадионе «Вашариште», вмещающем 2 500 зрителей.

## История
Клуб был основан в 1926 году под именем СК «Раднички». В чемпионатах Югославии в основном выступал в низших лигах. В 1992 году клуб вышел в Сербскую лигу. В сезоне 2007/08 клуб занял шестое место в Первой лиге, что дало право участвовать в плей-офф за выход в Суперлигу, однако в полуфинале «Млади Радник» уступил «Борче». В сезоне 2009/10 Суперлига была расширена до 16 команд, что позволило клубу дебютировать в элите. В сезоне 2009/10 «Млади Радник» занял последнее, 16-е место и вернулся в Первую лигу.